# Área de Conservação da Paisagem de Allikukivi

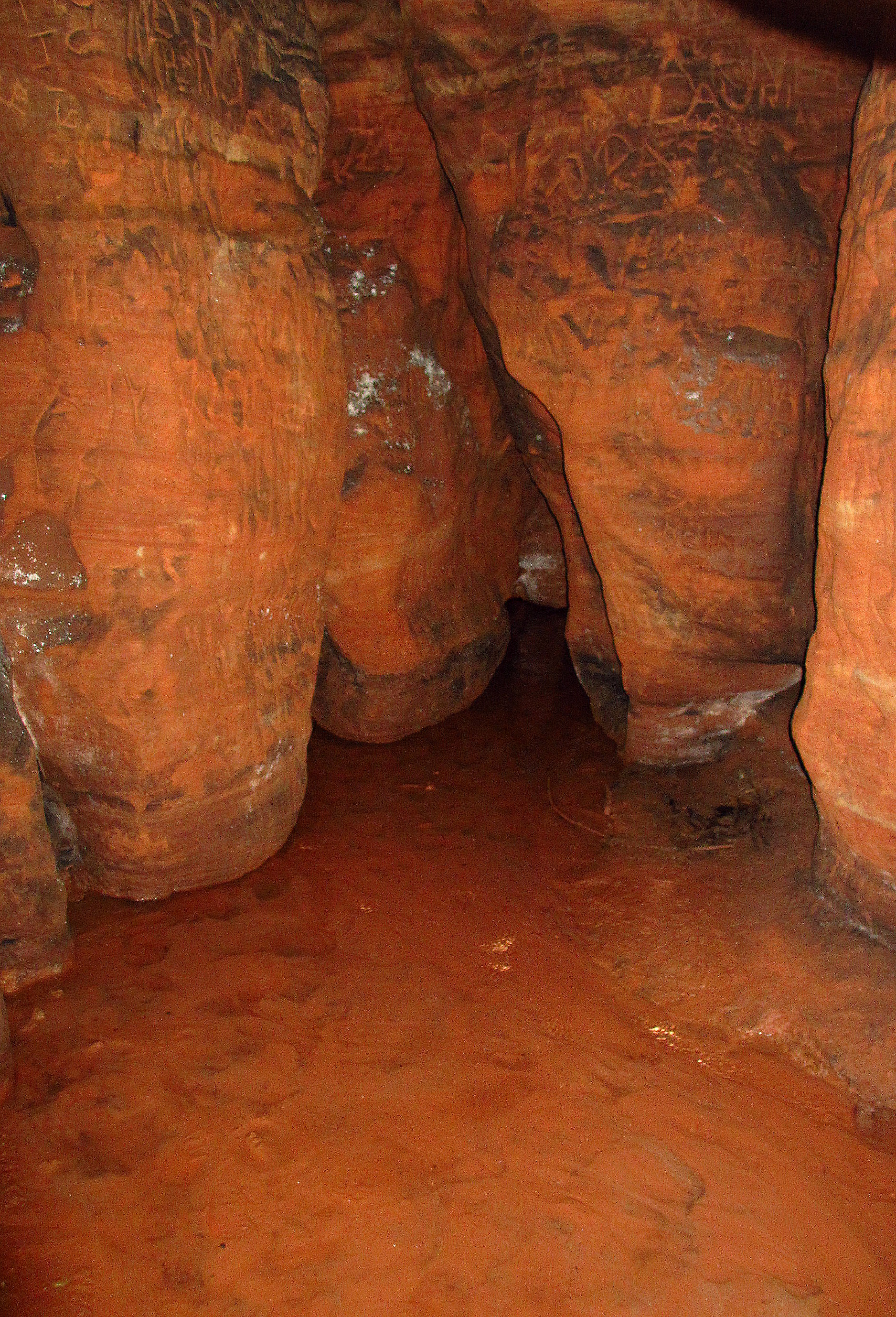
As cavernas Allikukivi, localizadas perto de Kilingi-Nõmme, no condado de Pärnu, Estônia. Foto de Marko Vainu. Licença: CC BY-SA 3.0.

A Área de Conservação da Paisagem de Allikukivi é um parque natural situado no condado de Pärnu, na Estónia.
A sua área é de 240 hectares.
A área protegida foi designada em 2017 para proteger o antigo vale de Allikukivi e os seus arredores.